# Flor de María Rodríguez
Flor de María Rodríguez de Ayestarán (Las Piedras, 10 de agosto de 1913 - Montevideo, 24 de octubre de 2001) fue una bailarina, docente, coreógrafa e investigadora de la danza uruguaya, esposa de Lauro Ayestarán.
Fue primera bailarina del Ballet Nacional Sodre. Se dedicó a la coreografía y fue pionera en la investigación histórica de las danzas de tradición popular en el Uruguay. Fundadora junto a Margaret Graham de la Escuela Nacional de Danza del Sodre. En dicha institución, Rodríguez fundó y dirigió el departamento de danza folclórica hasta su fallecimiento en 2001.  Autora de La danza popular en el Uruguay: desde sus orígenes al 1900 (1994), Lo que dicen las viejas tras el fuego (1993) y coautora de El Tamboril y la Comparsa (1990) junto a Alejandro y Lauro Ayestarán. 

## Obras
- Rodríguez de Ayestarán, Flor de María (1994). La danza popular en el Uruguay: Desde sus orígenes a 1900. Cal y Canto.
- Rodríguez de Ayestarán, Flor de María (1993). Los que dicen las viejas tras el fuego: Refranero de la danza. Arca.